# Zelaphycus
Zelaphycus is een geslacht van vliesvleugeligen uit de familie Encyrtidae. De wetenschappelijke naam van dit geslacht is voor het eerst geldig gepubliceerd in 1988 door Noyes.

## Soorten
Het geslacht Zelaphycus is monotypisch en omvat slechts de volgende soort:
- Zelaphycus aspidioti (Tachikawa & Valentine, 1969)